# 堺金岡郵便局
堺金岡郵便局（さかいかなおかゆうびんきょく）は、大阪府堺市北区にある郵便局。民営化前の分類では集配普通郵便局であった。

## 概要
住所：〒591-8799 大阪府堺市北区新金岡町4-1-1

## 沿革
- 1967年（昭和42年）11月6日 - 堺金岡郵便局[1]として、堺市新金岡町四丁に開局[2]。同日、日置荘郵便局[3]から集配業務を移管。
- 1997年（平成9年）8月4日 - 堺市東支所管内（現・堺市東区）北部の集配業務を、この日に移転改称した堺中郵便局へ移管。
- 2000年（平成12年）8月14日 - 外国通貨の両替および旅行小切手の売買に関する業務取扱を開始。
- 2007年（平成19年）10月1日 - 民営化に伴い、併設された郵便事業堺金岡支店に一部業務を移管。

## 取扱内容
- 郵便、印紙、ゆうパック、内容証明
- 貯金、為替、振替、振込、国際送金、外貨両替・トラベラーズチェック、国債、投資信託
- 生命保険、バイク自賠責保険、自動車保険
- 地方公共団体事務（堺市バス割引乗車証の交付）
- ゆうちょ銀行ATM
- 「591-80xx」区域（堺市北区全域）の集配業務
- ゆうゆう窓口

## 風景印
- 図案はクスノキ、高林家住宅、金剛団地。局名表記は「堺金岡」
- 使用開始日は1975年8月15日～

## 周辺
- 新金岡団地
- 堺市北区役所
- 堺市消防局 北消防署
- 北堺警察署
- 堺市立新金岡東小学校
- 大泉緑地

## アクセス
- Osaka Metro御堂筋線 新金岡駅1号出口すぐ
- 南海バス 郵便局前停留所下車
- 阪和自動車道 松原ICから南西へ、もしくは美原南ICから北西へそれぞれ約6km
- 阪神高速堺線 堺出入口から東へ約4.5km
- 駐車場あり：3台